# Garda Transnistriei
Garda „Republicii Moldovenești Nistreene”, Garda RMN (în rusă Гвардия Приднестровской Молдавской Республики, Гвардия ПМР) a fost o grupare armată a așa-zisei Republici Moldovenești Nistreene, care a fost activ implicată în războiul din Transnistria. 
Creată în 1991, pe baza ROSM (РОСМ — рабочие отряды содействия милиции, detașamentele muncitorești pentru facilitarea miliției) , garda a fost împărțită în batalioane teritoriale (1 „Tiraspol”, al 2-lea „Bender/Tighina”, al 3-lea „Rîbnița” și al 4-lea „Dubăsari”, fiecare cu câte 250 luptători). În Camenca, Grigoriopol și Slobozia au existat companii separate. După anul 1992, garda a fost reorganizată în componența „forțelor armate ale RMN”, batalioanele gărzii fiind desfășurate în echipe, iar companiile individuale în batalioane.

## Vezi și
- Forțele armate din Transnistria

## Legături externe
- ru  http://dic.academic.ru/dic.nsf/ruwiki/385944
- ru  https://tv.pgtrk.ru/news/20150714/33902